# Basutodon
Basutodon (лат.) — сомнительный род псевдозухий, окаменелые остатки которого были обнаружены в отложениях формации Элиот (Eliot formation) в Лесото. Типовой вид — B. ferox.

## Открытие
Голотип представлен единственным изолированным зубом, найденным рядом с окаменелостями Euskelosaurus browni. Вид Basutodon ferox был назван и описан Фридрихом фон Хюне в 1932 году.
"Likhoelesaurus ingens", неописанный архозавриформ из формации Эллиота в ЮАР, возможно, был тем же животным, что и Basutodon ferox.

## Классификация
Basutodon классифицировался как прозавропод, а также приписывался к роду Teratosaurus. В ранних работах род рассматривался как теропод или синоним с Euskelosaurus.  
Род в настоящее время считается базальным представителем клады Suchia, хотя Tolchard и др. (2019) предположили, что Basutodon может принадлежать к рауизухидам.